# Meilleurs Moments
 (janvier 2016).
Si vous disposez d'ouvrages ou d'articles de référence ou si vous connaissez des sites web de qualité traitant du thème abordé ici, merci de compléter l'article en donnant les références utiles à sa vérifiabilité et en les liant à la section « Notes et références ».
Meilleurs moments (Greatest Hits) est l'épisode 21 de la saison 3 de Lost : Les Disparus, et le soixante-dixième épisode de la série. Il a été écrit par Edward Kitsis et Adam Horowitz, les producteurs co-exécutifs de la série et dirigé par Stephen Williams, producteur superviseur.
Cet épisode a été diffusé pour la première fois le 16 mai 2007 sur ABC aux États-Unis et sur CTV au Canada. Meilleurs moments a été vu par 12 millions d'américains et a reçu de bonnes critiques. Les éditeurs de Lost ont reçu une nomination aux Golden Reel Award.
Cet épisode se déroule le 22 décembre 2004, 92 jours après le crash du vol Oceanic 815. Un groupe de survivants se prépare à subir une attaque des Autres dans leur camp, tandis que le reste tente de contacter un cargo à proximité. Charlie Pace (interprété par Dominic Monaghan) se remémore les cinq meilleurs moments de sa vie, qui sont illustrés par des flashbacks, en même temps qu'il se prépare à réaliser la prémonition funeste de Desmond.

## Intrigue
Ben Linus (Michael Emerson), le chef des Autres ordonne à dix d'entre eux d'aller rejoindre le camp des survivants pour kidnapper toutes les femmes enceintes pendant la nuit - une nuit plus tôt que prévu. Alex (Tania Raymonde), la fille adoptive de Ben persuade Karl (Blake Bashoff), son copain, de partir en canoë pour la plage et d'avertir les survivants. Jack Shephard (Matthew Fox), leur chef, prévoit de tuer les Autres en embuscade avec de la dynamite retrouvée sur l'île par Danielle Rousseau (Mira Furlan).
Sayid Jarrah (Naveen Andrews), Jin Kwon (Daniel Dae Kim) et Bernard Nadler (Sam Anderson) sont désignés pour rester au camp et faire exploser les tentes piégées à la dynamite lorsque les autres arriveront.
Desmond fait part à Charlie de sa dernière prémonition : Claire Littleton (Émilie de Ravin), la copine de ce dernier et son bébé, Aaron s'échapperont de l'île via un hélicoptère si Charlie actionne un interrupteur dans une station du Projet Dharma et se noie. Sayid informe Jack qu'il pourrait communiquer avec le cargo, à environ 130 kilomètres de la côte. Il peut utiliser le téléphone satellite de Naomi Dorrit (Marsha Thomason), une femme qui travaille avec les personnes au large, une fois qu'il aura stoppé le message de détresse de Rousseau à la tour radio. Juliet Burke (Elizabeth Mitchell) informe Sayid que cela ne marchera pas, parce que la station sous-marine "Le Miroir" bloque toutes transmissions sortantes. Sayid réalise que le câble qu'il a trouvé 70 jours auparavant est relié à cette station et qu'ils auront besoin d'un volontaire pour effectuer cette mission suicide. Charlie se porte volontaire.
Naomi explique à Charlie que son groupe Drive Shaft a sorti un nouvel album, Greatest Hits, à la suite du crash du vol 815. Les flashbacks montrent les meilleurs moments de la vie de Charlie, dans l'ordre décroissant, qu'il met par écrit et donne à Desmond à l'attention de Claire.
Avant de rejoindre la station du Miroir avec Desmond, Charlie dit au revoir à Claire en l'assurant que tout ira bien pour lui. Il l'embrasse et laisse sa bague dans le berceau d'Aaron. Une fois au-dessus de la station, Charlie assomme Desmond avec une rame et plonge en direction de la station. Une fois dans la station, Charlie se retrouve face à deux Autres, Greta (Lana Parrilla) et Bonnie (Tracy Middendorf) qui sont armées et tiennent en joue Charlie.

## Production
La plupart des scènes de l'île sont filmées du 9 au 12 avril 2007. Un synopsis de l'épisode a été publié en ligne avant sa diffusion et Disney a étudié la fuite pour comprendre son origine.
Le nom de la station Dharma dans cet épisode est une allusion à la nouvelle Through the Looping-Glass (De l'autre côté du miroir) de Lewis Carroll.
Dominic Monaghan a été inspiré par la performance sous-marine de Leonardo DiCaprio dans Titanic et ouvrit sa bouche brièvement sous l'eau pour accentuer le caractère contraignant de la situation.
L'épisode commence avec une vision de Desmond sur la mort inévitable de Charlie, qui lui apparaît depuis plusieurs épisodes et qui se réalisera inévitablement à la fin de la saison.
Le scénario a été construit en même temps que la seconde partie de la deuxième saison était produite, pendant que les scénaristes réfléchissaient à de nouvelles idées concernant l'histoire de Charlie. Alors que Desmond pouvait avoir des flash sur le futur d'autres personnes, Charlie a été choisi au profit de personnages moins importants, ce qui donne à l'histoire des enjeux plus importants.
En outre, les scénaristes ont décidé que ce serait une belle façon de faire ressortir le côté héroïque de Charlie, qui est le seul personnage à mourir volontairement. En dépit des problèmes que Charlie a rencontré dans sa vie, les auteurs soutenaient qu'il a toujours été une bonne personne et ont décidé de le montrer à travers les cinq meilleurs moments de sa vie. Monaghan pensait que ces Meilleurs Moments étaient fait pour préparer les spectateurs à ce qui allait se produire à la fin de la saison.
Meilleurs Moments a marqué le retour du couple Rose et Bernard depuis la saison 2. Les scénaristes ont expliqué leur absence à l'écran par d'autres projets en cours qui les occupaient. Alors que beaucoup d'autres acteurs vedettes avaient vu leur présence à l'écran limitée. Les auteurs avaient également précisé qu'ils ne désiraient pas montrer Rose et Bernard à l'écran s'ils étaient seulement au second plan, ils voulaient présenter le couple de manière plus intéressante.

## Réception

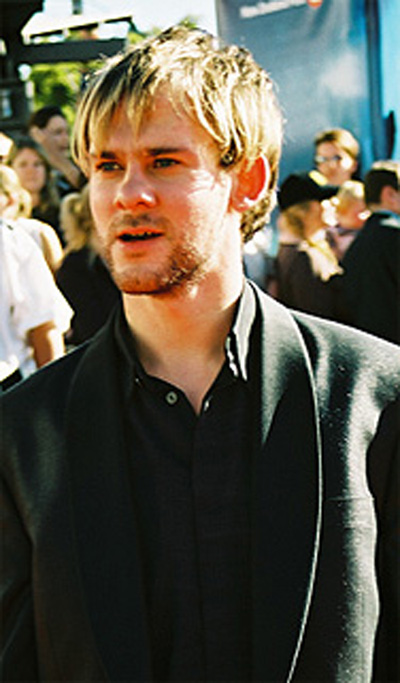
Le passé de Charlie est davantage dévoilé dans l'épisode Meilleurs moments

Meilleurs moments a mobilisé 12,32 millions de téléspectateurs américains, faisant de Lost la 15e série la plus regardée cette semaine-là. La première partie a été vue par 11,9 millions et la seconde partie est montée jusqu'à 12,8 millions de spectateurs.
Au Canada, 875 000 personnes ont regardé l'épisode, classant l'épisode 27e dans les sorties de la semaine. Au Royaume-Uni, 1,21 million de personnes se sont installées devant leur écran, ce qui a fait de cet épisode le deuxième programme le plus regardé de la semaine, passant ainsi devant Katie & Peter (en): The Next Chapter.
En Australie, la série s'est classée comme le 51e programme de la semaine, portant ainsi le nombre de téléspectateurs à 1,001 millions.
Cet épisode a été soumis à l'étude pour les nominations du Meilleur réalisateur et du Meilleur scénario dans la catégorie série dramatique des 59e Primetime Emmy Awards. Il a également été nommé aux Golden Réel Awards pour le meilleur montage sonore à la télévision.